# Myoxocephalus verrucosus
Myoxocephalus verrucosus är en fiskart som först beskrevs av Bean, 1881.  Myoxocephalus verrucosus ingår i släktet Myoxocephalus och familjen simpor. Inga underarter finns listade i Catalogue of Life.